# Chevrolet Volt
Chevrolet Volt (Chevy Volt, укр. Шевроле Вольт) — гібридний автомобіль з можливістю підзарядки від розетки корпорації General Motors. Автомобіль здатний проїхати в режимі електромобіля приблизно 65 км.

## Перше покоління (2010–2015)

### Історія

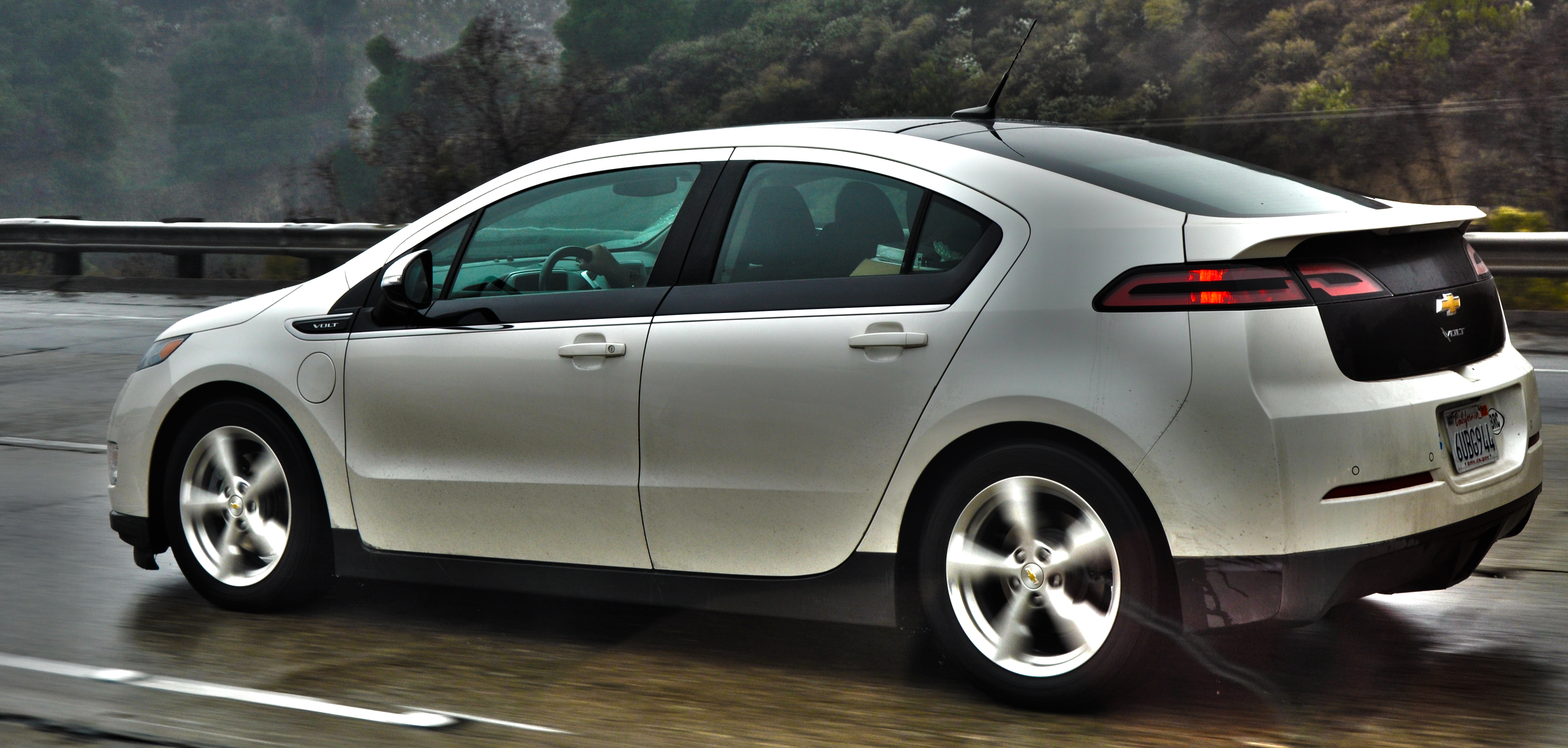
Chevrolet Volt

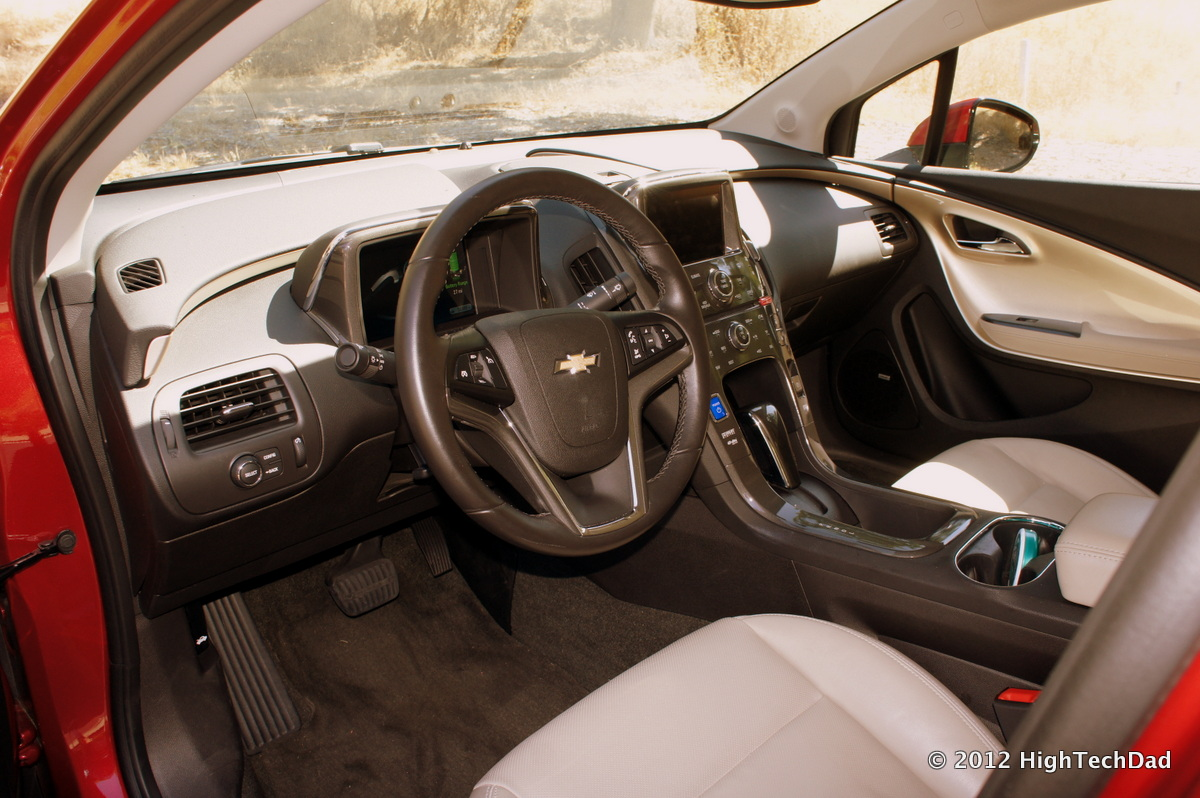
Chevrolet Volt

- 2005 рік — виникнення ідеї створення електромобіля як виставкового зразка.
- кінець 2006 року — зібраний виставковий зразок Volt. Команду Volt очолював Френк Вебер, переведений в Детройт з Opel.
- січень 2007 року — Концепт-кар вперше представлений на Північноамериканському Автошоу в Детройті.
- вересень 2008 року — представлення до дня святкування 100-річчя GM повнорозмірною реальної серійної моделі Chevrolet Volt на базі шасі Cruze.
- літо 2010 року — оголошена ціна на базову модель Volt: $ 41 000, або $ 350 в місяць по лізингу з початковим платежем в розмірі $ 2500.
- грудень 2010 року — почалося серійне виробництво моделі.

### Технічні характеристики
Повний гібрид Chevrolet Volt створений на базі нового сімейства гібридних систем — Voltec. Voltec виробляє електроенергію на борту автомобіля з паливних елементів або інших джерел.
General Motors при розробці Volt використовував технології, що застосовувалися в електромобілі EV1.
На Chevrolet Volt можуть бути встановлені різні двигуни, наприклад, що працюють на Е85 (суміш 85 % етанолу і 15 % бензину), Е100 (100 % етанол) або на біодизелі.
На Chevrolet Volt встановлено електродвигун потужністю 111 кВт з крутним моментом 320 Нм. Літій-іонні акумулятори з піковою потужністю 136 кВт. Час зарядки від мережі 110 вольт — 6-6,5 годин, від мережі 240 вольт — 3-4 години. Прискорення до швидкості 60 миль/год 8,0-8,5 с. Максимальна швидкість — 161 км/год. Volt працює в режимі електромобіля аж до стану неповної розрядки (30 % від ємності акумуляторів).
На автомобілі встановлений електричний генератор, що приводиться двигуном внутрішнього згоряння потужністю 62 кВт, об'єм 1.4 літра, 4 циліндри.
Паливний бак — 45 літрів. Цього палива та повної зарядки акумуляторів достатньо для пробігу 1000 км (640 миль). Акумулятори також запасають енергію рекуперативного гальмування. Вартість пробігу 100 миль складе $ 2,75. Гібрид здатний проїхати в режимі електромобіля приблизно 65 км.
У версії з паливними елементами на борту замість двигуна внутрішнього згоряння, паливні баки зберігають 4 кг водню.

### Двигун
- 1.4 л EcoFLEX LUU I4 86 к.с. 126 Нм + електродвигун 150 к.с. 370 Нм

### Holden Volt

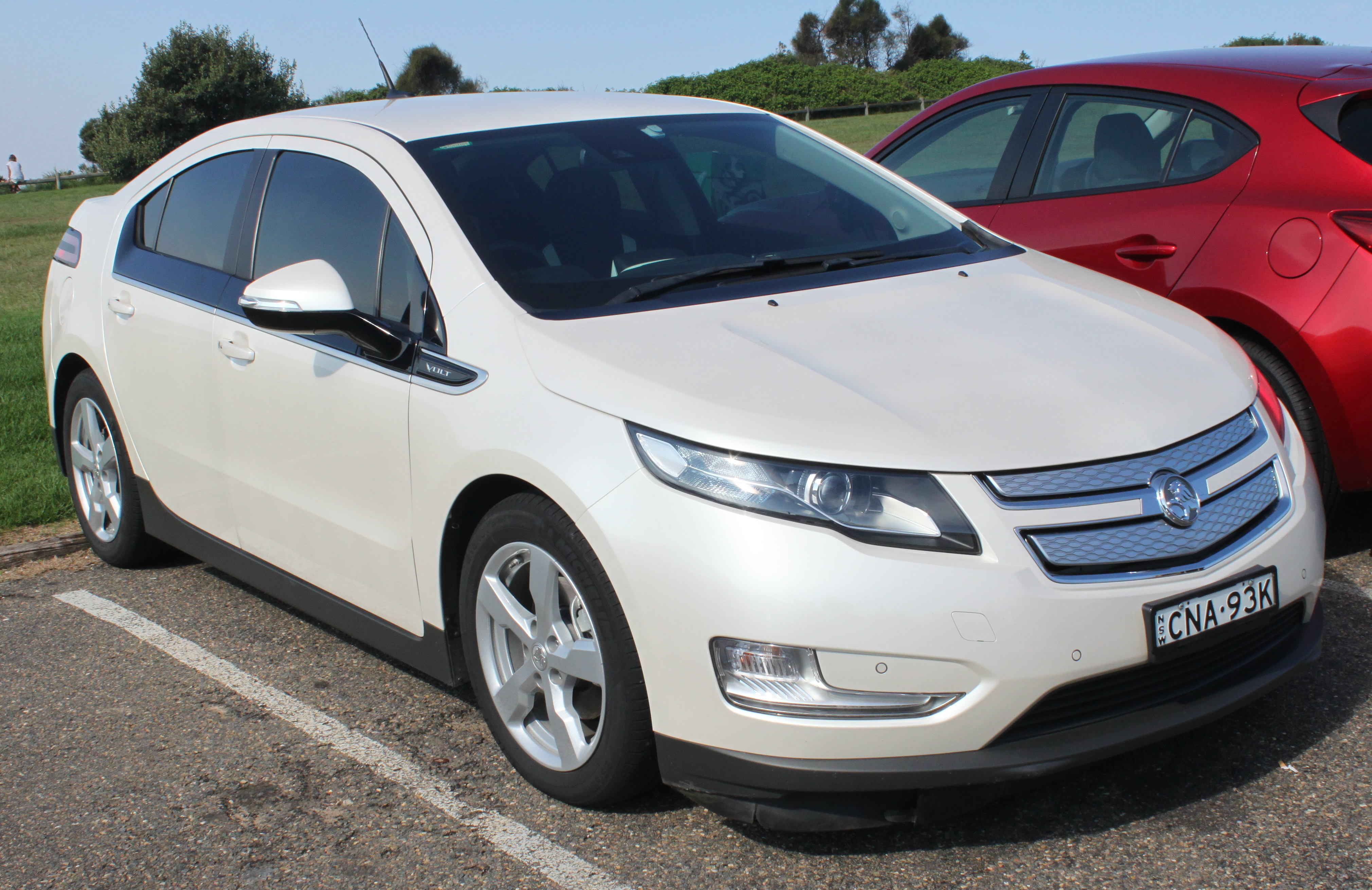
Holden Volt

Корпорація General Motors для австралійського ринку з другої половини 2012 року почала продавати Holden Volt, повну копію Chevrolet Volt тільки з іншим шильдиком.

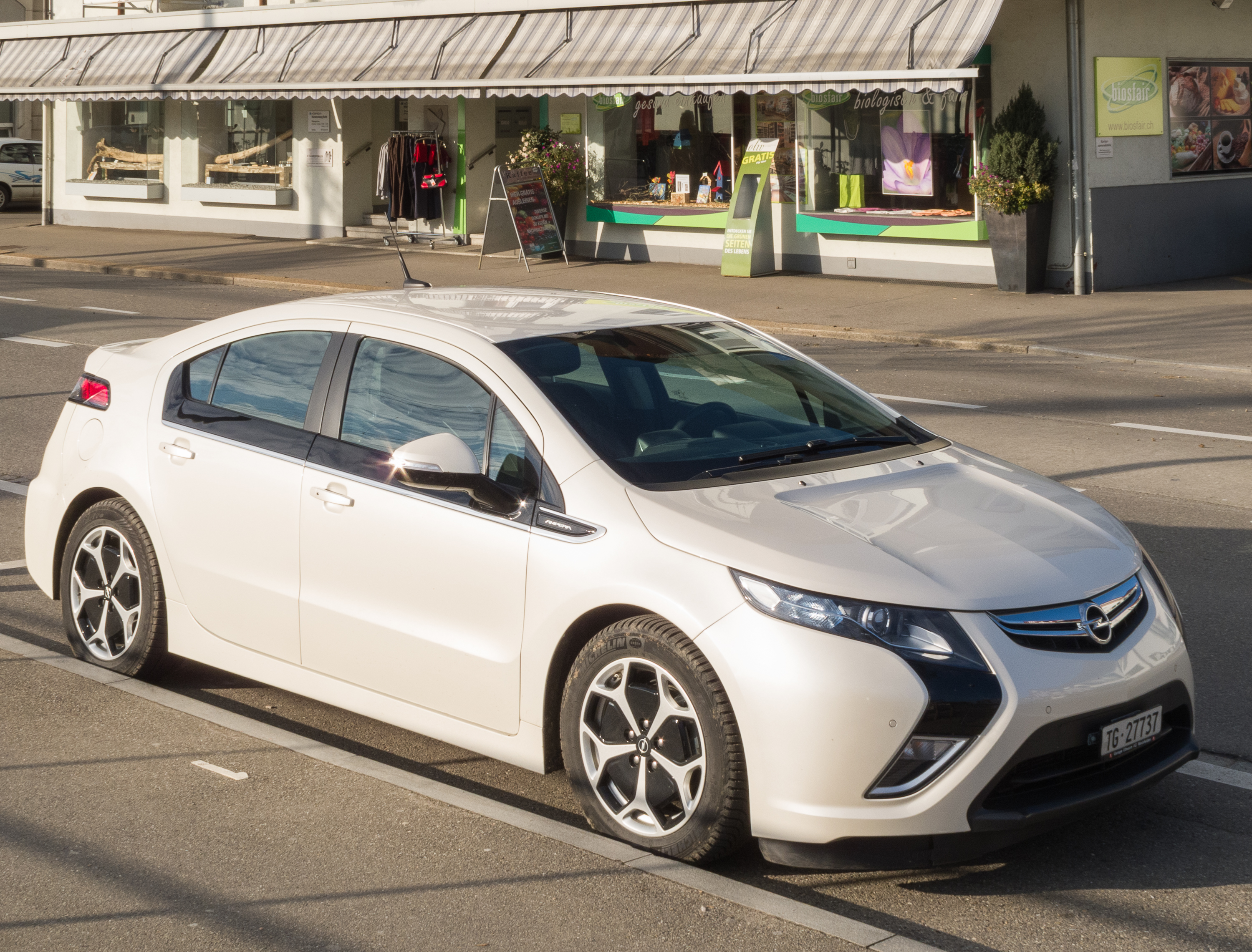
Opel Ampera

### Інші автомобілі на базі Voltec
У вересні 2009 року компанія Opel почала випробування автомобіля Ampera на базі технології Voltec.
У грудні 2013 року розпочався випуск автомобіля Cadillac ELR, оснащеного силовим приводом Voltec.

## Друге покоління (2016–2019)

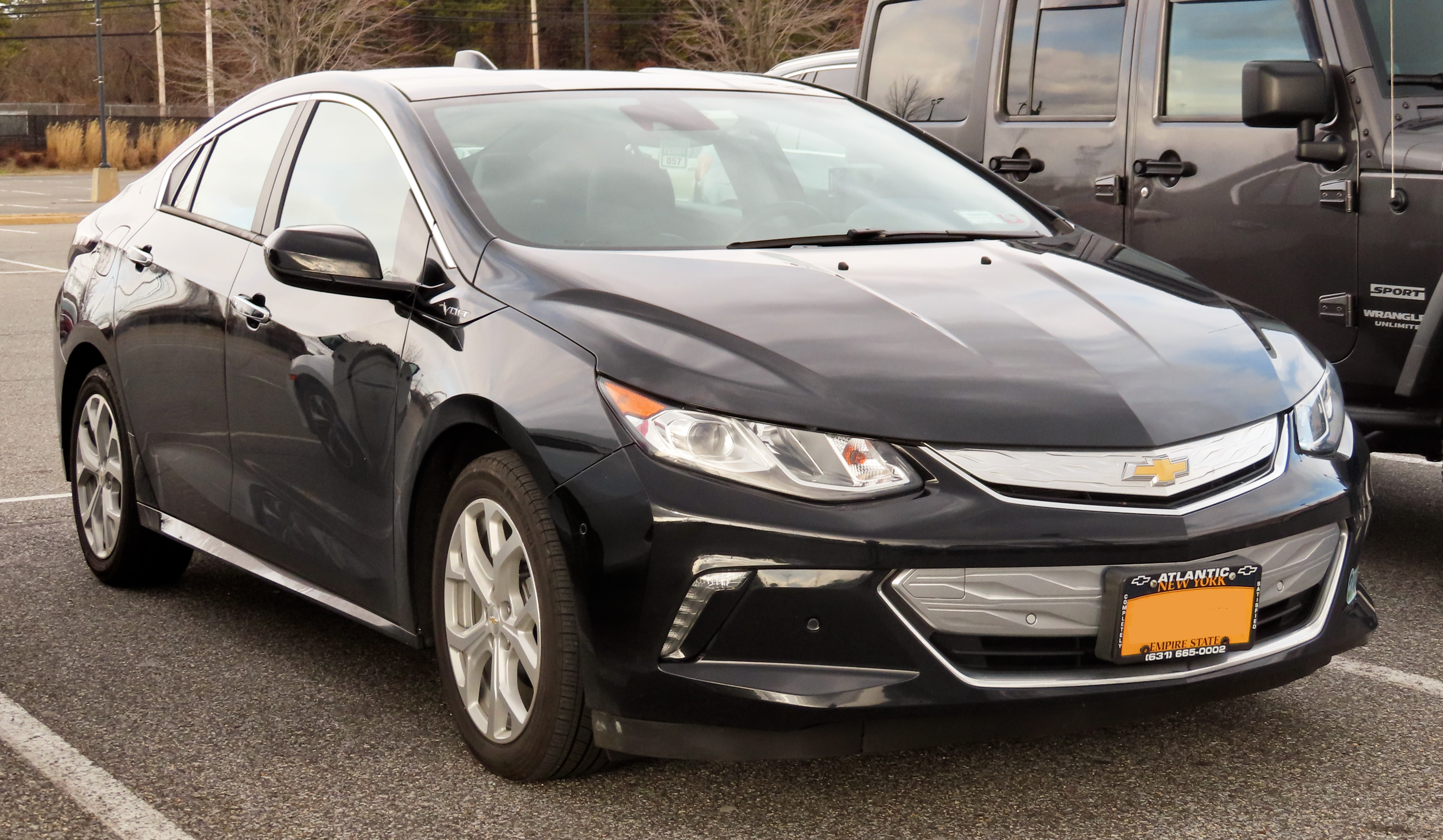
Chevrolet Volt ІІ (з 2016)

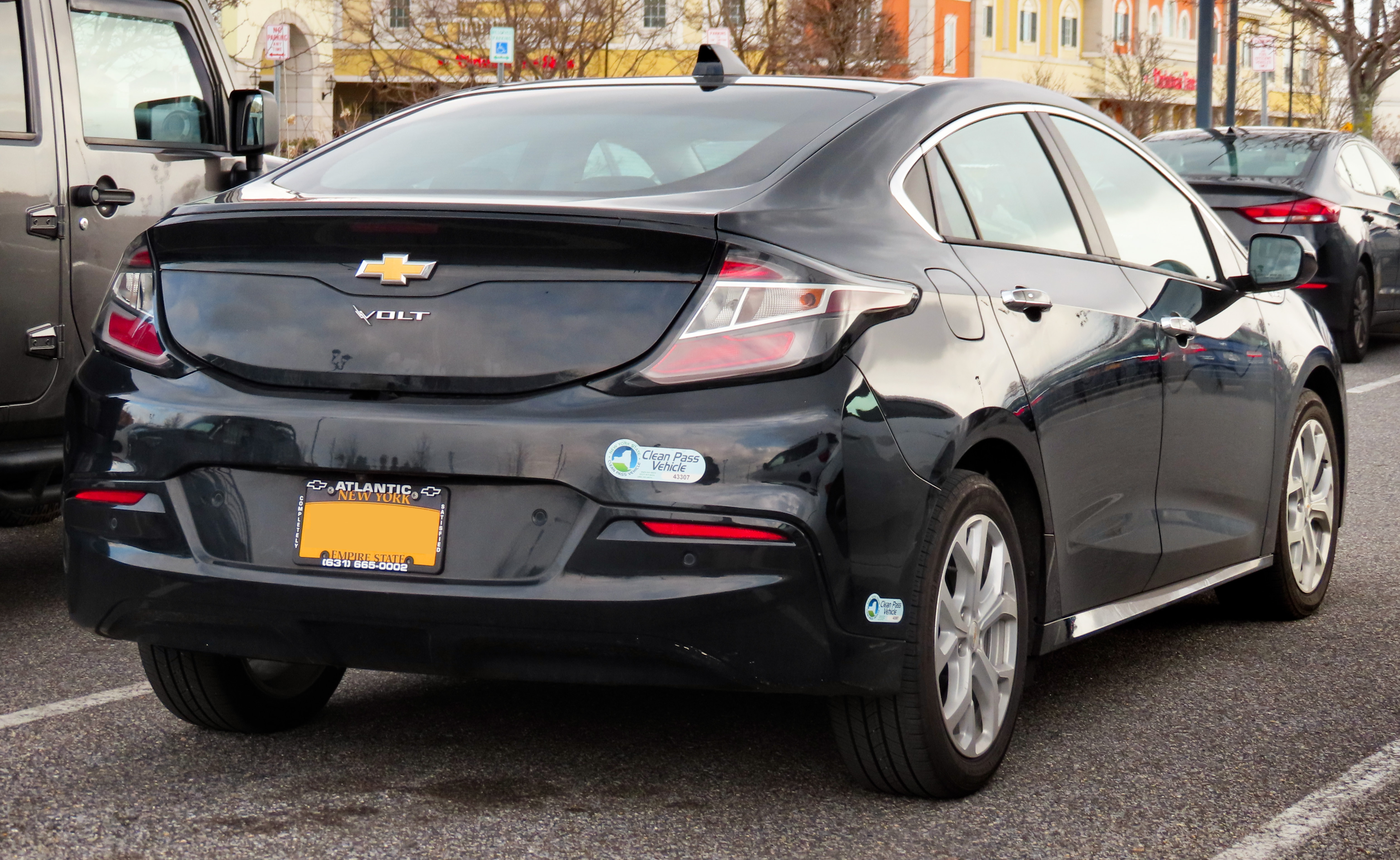
Chevrolet Volt ІІ (з 2016)

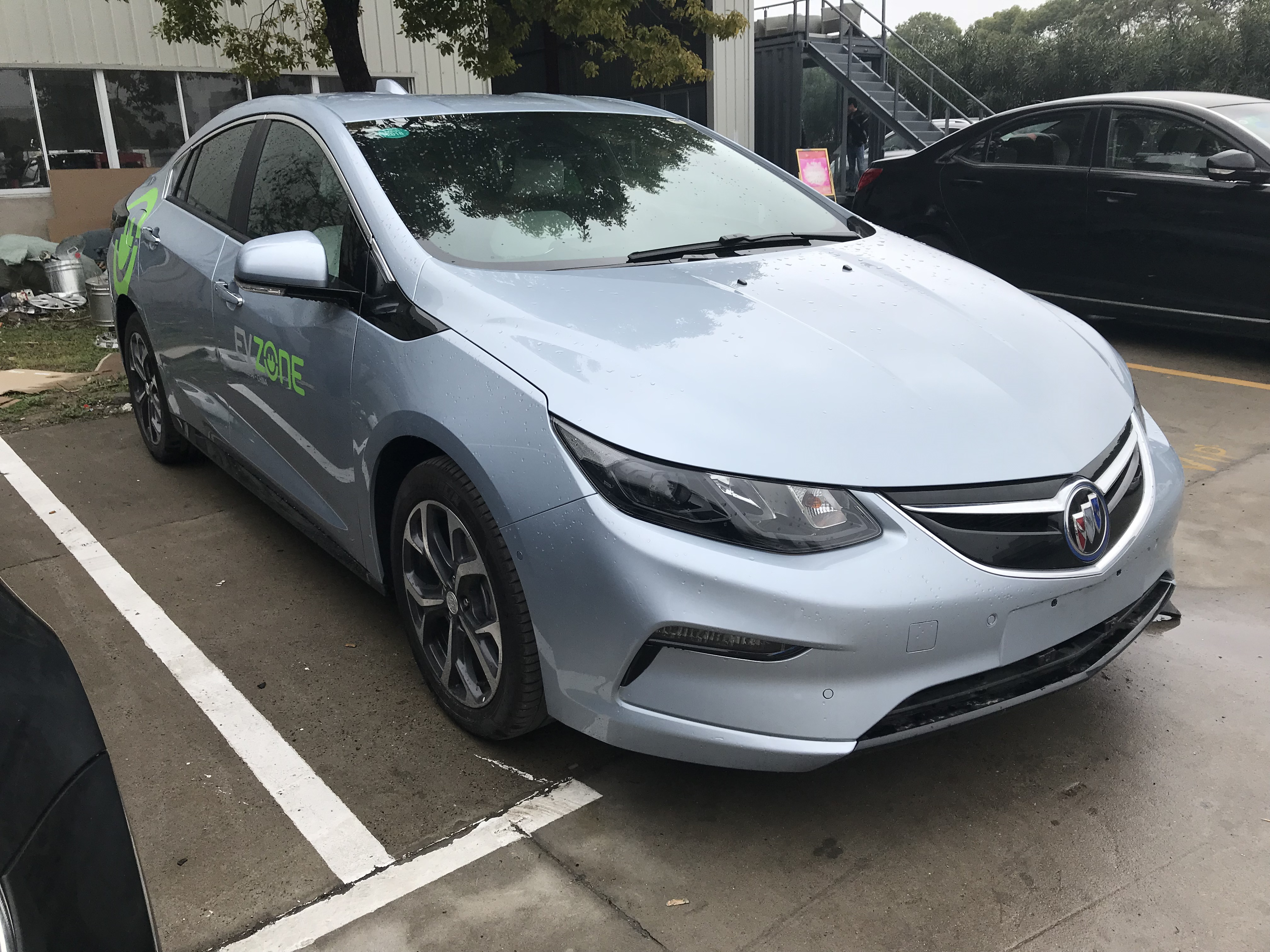
Buick Velite 5 (2017-2019)

У 2016 році Chevrolet Volt постав повністю оновленим. Цей автомобіль поєднує в собі високоякісний інтер'єр і екстер'єр, акумулятори зі збільшеною потужністю і кращі показники економії палива, а також інтеграцію CarPlay iPhone від Apple. Модель Volt 2016 року оснащена бензиновим двигуном, об'ємом 1,5-літра і має потужність 101 к.с. Також, цей Шевроле оснащений генератором, який виробляє енергію для двигуна, коли 18.4 кВт / год батарея розряджається через 80,47 км. Рух Вольт забезпечується 2 електродвигунами з потужністю 149 к.с. Гарною новиною є те, що тепер цей автомобіль можна заправляти звичайним неетилованим бензином. Повна зарядка займає близько 4,5 годин при 240-вольтовому зарядному пристрої або, приблизно, 13 годин при стандартній 120-вольтовій зарядці. Базова комплектація Chevrolet Volt LT 2016 року включає: функції класу «люкс», кнопку запалювання, автоматичний клімат-контроль, безключове відкривання автомобіля, програму «OnStar» з вбудованою точкою Wi-Fi.

### Рестайлінг 2018
Не шукайте ознак рестайлінгу зовні - їх немає. А головна новина - п'ятидверка отримала більш потужний бортовий зарядний пристрій потужністю 7,2 кВт. Завдяки йому за одну годину можна наповнити батарею ємністю 18,4 кВт • год вдвічі більшою кількістю енергії, ніж раніше. А щоб повністю зарядити акумулятор від 240-вольтової мережі, потрібно 2,3 год замість чотирьох з половиною. Блок на 7,2 кВт є стандартним обладнанням в найдорожчій комплектації Premier, а в базовому виконанні він доступний опціонально (замість стандартного пристрою потужністю 3,6 кВт). Як і раніше на одній електротязі Volt другого покоління може проїхати до 85 км, а з використанням бензинового мотора - і всі 675 км.

### Двигун
- 1.5 л L3A I4 102 к.с. 138 Нм + 2 електродвигуни 118 к.с. 287 Нм і 65 к.с. 120 Нм

## Продажі
| Реєстрація/продаж автомобілів Chevrolet/Holden Volt з 2010 по грудень 2015 року                                                                                | Реєстрація/продаж автомобілів Chevrolet/Holden Volt з 2010 по грудень 2015 року | Реєстрація/продаж автомобілів Chevrolet/Holden Volt з 2010 по грудень 2015 року | Реєстрація/продаж автомобілів Chevrolet/Holden Volt з 2010 по грудень 2015 року | Реєстрація/продаж автомобілів Chevrolet/Holden Volt з 2010 по грудень 2015 року | Реєстрація/продаж автомобілів Chevrolet/Holden Volt з 2010 по грудень 2015 року | Реєстрація/продаж автомобілів Chevrolet/Holden Volt з 2010 по грудень 2015 року | Реєстрація/продаж автомобілів Chevrolet/Holden Volt з 2010 по грудень 2015 року |
| Країна | Всього 2010–2015                                                                | 2015                                                                            | 2014                                                                            | 2013                                                                            | 2012                                                                            | 2011                                                                            | 2010                                                                            |
| --- | ------------------------------------------------------------------------------- | ------------------------------------------------------------------------------- | ------------------------------------------------------------------------------- | ------------------------------------------------------------------------------- | ------------------------------------------------------------------------------- | ------------------------------------------------------------------------------- | ------------------------------------------------------------------------------- |
| США | 88,750                                                                          | 15,393                                                                          | 18,805                                                                          | 23,094                                                                          | 23,461                                                                          | 7,671                                                                           | 326                                                                             |
| Канада | 5,415                                                                           | 1,463                                                                           | 1,521                                                                           | 931                                                                             | 1,225                                                                           | 275                                                                             | n.a.                                                                            |
| Нідерланди | 1,062                                                                           | 0                                                                               | 6                                                                               | 745                                                                             | 306                                                                             | 5                                                                               | n.a.                                                                            |
| Австралія | 246(1)                                                                          | 7(1)                                                                            | 58                                                                              | 101                                                                             | 80                                                                              | n.a.                                                                            | n.a.                                                                            |
| Швейцарія | 229                                                                             | 2                                                                               | 38                                                                              | 71                                                                              | 92                                                                              | 26                                                                              | n.a.                                                                            |
| Велика Британія | 125(2)                                                                          | 1(2)                                                                            | 34                                                                              | 23                                                                              | 67                                                                              | n.a.                                                                            | n.a.                                                                            |
| Німеччина | 73                                                                              | 0                                                                               | 0                                                                               | 25                                                                              | 23                                                                              | 25                                                                              | n.a.                                                                            |
| Франція | 57                                                                              | 0                                                                               | 0                                                                               | 15                                                                              | 42                                                                              | n.a.                                                                            | n.a.                                                                            |
| Бельгія | 40                                                                              | 0                                                                               | 3                                                                               | 37                                                                              | n.a.                                                                            |                                                                                 | n.a.                                                                            |
| Швеція | 40                                                                              | 0                                                                               | 0                                                                               | 7                                                                               | 33                                                                              | n.a.                                                                            | n.a.                                                                            |
| Всього 10 кращих ринків | 96,038                                                                          | 16,865                                                                          | 20,462                                                                          | 25,015                                                                          | 25,366                                                                          | 8,004                                                                           | 326                                                                             |
| Примітки: (1)Продажі Holden Volt показані в Австралії на вересень 2015 року (2)Продажі Chevrolet Volt у Великій Британії показані наприкінці червня 2015 року. |                                                                                 |                                                                                 |                                                                                 |                                                                                 |                                                                                 |                                                                                 |                                                                                 |

| Реєстрація/продаж автомобілів Opel/Vauxhall Ampera на найбільших національних ринках з 2011 по грудень 2015 року                | Реєстрація/продаж автомобілів Opel/Vauxhall Ampera на найбільших національних ринках з 2011 по грудень 2015 року | Реєстрація/продаж автомобілів Opel/Vauxhall Ampera на найбільших національних ринках з 2011 по грудень 2015 року | Реєстрація/продаж автомобілів Opel/Vauxhall Ampera на найбільших національних ринках з 2011 по грудень 2015 року | Реєстрація/продаж автомобілів Opel/Vauxhall Ampera на найбільших національних ринках з 2011 по грудень 2015 року | Реєстрація/продаж автомобілів Opel/Vauxhall Ampera на найбільших національних ринках з 2011 по грудень 2015 року | Реєстрація/продаж автомобілів Opel/Vauxhall Ampera на найбільших національних ринках з 2011 по грудень 2015 року |
| Країна | Всього 2011–2015                                                                                                 | 2015 | 2014 | 2013 | 2012 | 2011 |
| --- | --- | --- | --- | --- | --- | --- |
| Нідерланди | 5,031 | 80 | 41 | 2,207 | 2,695 | 8 |
| Німеччина | 1,542 | 21 | 117 | 335 | 828 | 241 |
| Велика Британія | 1,279(1) | 110(1) | 535 | 175 | 455 | 4 |
| Швейцарія | 474 | 56 | 72 | 73 | 258 | 15 |
| Франція | 373 | 6 | 120(2) | 57 | 190 | n.a. |
| Норвегія | 249 | 2 | 18 | 88 | 141 | n.a. |
| Австрія | 238 | 3 | 28 | 42 | 165 | n.a. |
| Бельгія | 217 | 3 | 13 | 31 | 170 | n.a. |
| Швеція | 147 | 16 | 22 | 21 | 88 | n.a. |
| Загальний обсяг продажів в Європі                                                                                               | 9,989 | 300 | 933 | 3,184 | 5,268 | 304 |
| Примітка: (1) Продажі Vauxhall Ampera у Великій Британії до кінця вересня 2015 року. (2) Продажі у Франції до червня 2014 року. | | | | | | |

## Завершення виробництва
У 2018 році компанія General Motors вирішила припинити виробництво в березні 2019 року. Головною причиною було те, що Volt — це седан, а продажі традиційних седанів падають. Маркетингові тенденції показали, що продажі гібридів падають, оскільки все більше клієнтів звертаються до повністю електричних транспортних засобів, таких як Chevrolet Bolt. Занепокоєння щодо запасу ходу, пов’язане з повністю електричними транспортними засобами, зменшилося через кращу технологію акумуляторів, і більшість водіїв гібридів рідше вмикали свої ДВЗ. Технологія акумулятора, розроблена для Volt, уже була використана в Bolt.